# King Hu
King Hu (naam in Chinese karakters: 胡金銓) (Peking, 29 april 1931 - Taipei (Taiwan) 14 januari 1997) was een Chinese filmregisseur. 
King Hu studeerde in zijn geboortestad aan het Nationale Kunst College. Hij was in Hongkong toen in 1949 in China de communisten aan de macht kwamen. Hij bleef in Hongkong wonen en had verschillende baantjes in de mediawereld, onder andere als acteur. Hij begon in 1958 voor de filmstudio van de Shaw Brothers te werken. In 1963 was hij regie-assistent bij de film 'The Love Eterne'. Een jaar later regisseerde hij zijn eerste film 'Sons of the Good Earth'.
Zijn volgende film, Come Drink With Me, werd zijn eerste echte hit. Met deze film herleefde het in vergetelheid geraakte Wuxia-filmgenre. Hierna verliet hij de Shaw Brothers en maakte in 1966 zijn volgende succesfilm Dragon Gate Inn. In 1969 maakte hij A Touch Of Zen, waarvoor hij in 1975 een nominatie voor de Gouden Palm van het Film Festival van Cannes kreeg. In de lijst van de 'Best 100 Chinese Motion Pictures', georganiseerd door de Hongkong Film Awards ter ere van 100 jaar Chinese films, was King Hu de enige regisseur met twee films bij de eerste tien. ('Dragon Gate Inn' op 7 en 'A Touch Of Zen' op 9)

## Filmselectie
- 1966 - Come Drink with Me (大醉侠 , Da zui xia)
- 1967 - Dragon Gate Inn (龙门客栈 , Long men ke zhen)
- 1971 - A Touch of Zen (侠女 , Hsia nu)
- 1973 - The Fate of Lee Khan (迎春阁之风波 , Ying chun ge zhi Fengbo)
- 1975 - The Valiant Ones (忠烈图 , Chung lieh t'u)
- 1979 - Raining in the Mountains (空山灵雨 , Kong shan ling yu)
- 1979 - Legend of the Mountains (山中传奇 , Shan-chung ch'uan-ch'i)
- 1983 - All the King's Men (片名]天下第 , Tianxia diyi)
- 1984 - Wheel of Life (大轮回 , Da lunhui)
- 1990 - Swordsman (笑傲江湖 , Xiao ao jiang hu)
- 1991 - Painted Skin (画皮之阴阳法王 , Hua pi zhi yinyang fawang)